# 大欣山
46°21′39″N 8°15′36″E / 46.36083°N 8.26000°E
大欣山（義大利語：Schinhörner），是中歐的山峰，位於意大利和瑞士接壤的邊境，屬於勒蓬廷山的一部分，該山峰海拔高度為2,939米，每年平均降雨量2,221毫米。